# 효진
효진(본명: 김효진, 1994년 4월 22일 ~ )은 대한민국의 가수이자 WM 엔터테인먼트 소속이며 대한민국 보이 그룹 온앤오프의 리더, 메인보컬을 맡고 있다.